# Верещетин, Владлен Степанович
Владле́н Степа́нович Вереще́тин (8 января 1932, Брянск — 7 августа 2024) — советский и российский юрист, специалист по международному праву и правовым проблемам освоения космоса; доктор юридических наук (1976); профессор на кафедре международного права РУДН (1982); профессор международного права Школы права в университете Акрона (1991); член Постоянной палаты третейского суда в Гааге (1984—1995), арбитр по космическому праву (с 2012).

## Биография
Владлен Верещетин родился в Брянске 8 января 1932 года; в 1954 году он стал выпускником факультета международного права Московского государственного института международных отношений (МГИМО) МИД СССР. Через четыре года он окончил аспирантуру того же ВУЗа по специальности «Международное право» и в 1959 году защитил кандидатскую диссертацию по теме «Международно-правовой режим открытого моря (свобода судоходства, свобода рыболовства)» — стал кандидатом юридических наук.
В 1958 году Верещетин начал работать сотрудником аппарата президиума советской Академии наук (АН) — оставался в аппарате до 1967 года. В период с 1967 по 1981 год он являлся первым заместителем председателя Интеркосмос при АН СССР; одновременно состоял советником председателя по правовым вопросам. Затем, между 1981 и 1995 годами, Верещетин занимал пост заместителя директора Института государства и права (ИГП) АН СССР и руководил отделом международного права ИГП. В тот же период он являлся главой научного совета ИГП по международному и сравнительному праву.
В 1976 году Верещетин успешно защитил докторскую диссертацию по теме «Международно-правовые проблемы сотрудничества государств в освоении космоса» — стал доктором юридических наук. В 1982 года он стал профессором; в период с 1979 по 1982 год является профессором (по совместительству) в московском Университете дружбы народов имени Патриса Лумумбы (РУДН) — читал студентам РУДН специальные курсы по мирным средствам разрешения международных споров и по международному космическому праву. В те же годы он руководил работой ряда аспирантов РУДН. Впоследствии несколько раз являлся председателем государственной экзаменационной комиссии РУДН и читал отдельные лекции.
После распада СССР, в 1991 году, Верещетин занял позицию профессора в американской Международной школе права в университете Акрона; кроме того, он читал лекции по теории международного права и его различным отраслям в Салониках — в греческом Институте международного права и международных отношений. Также преподавал в итальянском Европейском университете (Флоренция), в американских университетах Акрона и Миссисипи, в нидерландском Институте международного публичного и частного права (Гаага) и в британском Университете Данди (Шотландия).
С 1984 по 1995 год Верещетин являлся членом Постоянной палаты третейского суда (ППТС) в Гааге. Одновременно, в период с 1979 по 1990 год, он входил в состав советской делегации на сессиях Комитета ООН по использованию космического пространства — участвовал в работе юридического подкомитета. В 1992—1994 годах Верещетин входил в Комиссию ООН по международному праву, а в последний год также и возглавлял данную комиссию. Затем, в период с 1995 по 2006 год, он являлся судьёй Международного суда ООН; в 2012 году стал арбитром по космическому праву в ППТС.
В 1985—1997 годах Верещетин занимал пост вице-президента Советской ассоциации международного права (затем — Российская ассоциация международного права), а в 1984—1997 годах — являлся вице-президент Советской ассоциации содействия ООН (затем — Российская ассоциация содействия ООН). Между 1978 и 1995 годом он был вице-президентом Международного института космического права; в 1995 году стал его почетным директором. В 1977 году стал действительным член Международной астронавтической академии, а в 1995 году — был удостоен звания «Заслуженный деятель науки РФ». В 2006 году Верещетин стал иностранным членом Болгарской академии наук; был награждён орденом Октябрьской революции (1981), орденом Дружбы народов (1975) и орденом «Знак почета» (1967). Являлся членом редакционного совета «Российского юридического журнала», членом редсовета «European Journal of International Law», а также — редактировал американский журнал «Journal of Space Law» и китайский журнал «Chinese Journal of International Law».
Умер 7 августа 2024 года в возрасте 92 лет.

## Работы
Владлен Верещетин является автором и соавтором более ста шестидесяти научных работ, затрагивающих различные сферы международного права; он специализируется на международном космическом праве, на проблемах международного правосудия и на ряде вопросов теории международного права. Являлся соавтором и заместителем главного редактора (совместно с профессором Григорием Тункиным) семитомного учебника «Курс международного права», вышедшего в 1989—1993 годах. Будучи судьёй ООН, профессор Верещетин полагал, что «строительство прочного здания полного запрещения применения ядерного оружия ещё не завершено… не из-за нехватки строительных материалов, а скорее из-за нежелания и возражений со стороны значительного числа строителей этого здания. Именно сами государства, а не Суд с его ограниченными строительными возможностями, должны взять на себя бремя завершения строительства»:
- Свобода судоходства в открытом море / Ин-т междунар. отношений. — Москва : Изд-во ИМО, 1958. — 143 с.
- Космос: Сотрудничество. Право. — Москва : Наука, 1974. — 167 с. — (Проблемы науки и технического прогресса/ АН СССР);
- Космос: политика и право / В. Верещетин, Э. Василевская, В. Каменецкая. — М. : Прогресс, 1987. — 202 с.